# 15870 Obůrka
15870 Obůrka là một tiểu hành tinh vành đai chính với chu kỳ quỹ đạo là 1563.7110616 ngày (4.28 năm).
Nó được phát hiện ngày 16 tháng 8 năm 1996.